# Dendropsophus tritaeniatus
Dendropsophus tritaeniatus es una especie de anfibios de la familia Hylidae.
Habita en Bolivia, Brasil y posiblemente en Perú.
Sus hábitats naturales incluyen sabanas secas, praderas parcialmente inundadas, ríos, pantanos, marismas de agua dulce, corrientes intermitentes de agua y pastos. Está amenazada de extinción por la destrucción de su hábitat natural.